# 랜디 셰크먼
랜디 웨인 셰크먼(영어: Randy Wayne Schekman, 1948년 12월 30일 ~ )은 미국의 생리의학자로 2013년 노벨 생리학·의학상을 토마스 쥐트호프와 공동수상하였다. 캘리포니아 대학교 버클리의 생화학, 분자생물학 교수로 재직중이다. 현재 연세대학교 자문교수로 재직하고 있다.

## 연구업적

### 효모 유전학을 이용한 소포체 관련 유전자의 규명
셰크먼은 1979년도 PNAS(Proceedings of the National Academy of Sciences of the United States of America)에 실린 논문에서 sec1과 sec2라 불리는 두 개의 소포체 관련 유전자를 규명하였다. 그는 인버테이스(invertase)와 산성포스파타아제(phosphatase)라 불리는 분비효소를 세포 내부에 가지고 있는 효모의 한 종류인 Saccharomyces cerevisiae의 온도감수성 돌연변이체로부터 SEC 유전자를 발견하였다. 온도감수성 유전자 돌연변이를 이용한 실험에서, 제한온도인 37 °C로 길러진 효모들은 분비효소의 양이 8배나 양이 증가하는 것을 확인하였다. 제한온도가 다시 허용온도로 변화되었을 때에는 소포체는 사라지고 축적되었던 분비효소들의 분비됨을 확인하였다.

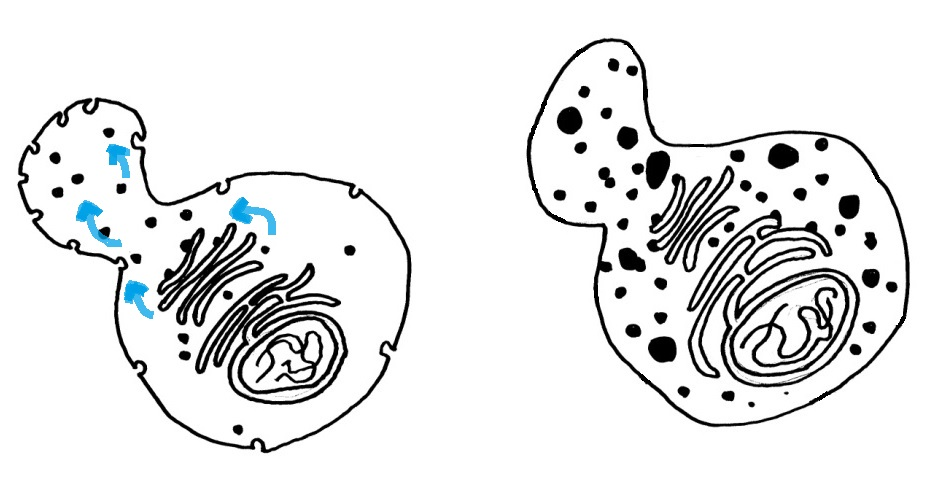
정상 효모와 돌연변의 효모의 비교

1980년도 Cell에 실린 논문에서 온도감수성 돌연변이체 내부에 소포체가 과량 축적되는 것을 원리로, 밀도차이를 이용하여 추가적인 온도감수성 돌연변이체를 선별하였다. 추가적으로 선별된 돌연변이체에서 새로운 SEC 유전자 23개를 발견하였다.
1990년도 Cell에 실린 논문에서 sec17, sec18, sec22 유전자의 온도감수성 돌연변이체는 50nm 소포체를 축적하였으나, sec12, sec13, sec16, sec23 유전자의 온도감수성 돌연변이체는 소포체의 축적을 방해한다는 것을 발견했다. 이로써 SEC 유전자는 소포체의 형성과 결합 등 각각의 역할이 있는 것으로 확인되었다. 또한 소포체 결합에 있어서 sec17과 sec18의 조합은 효모에 치명적이었으며, 소포체 형성에 있어서 sec12, sec13, sec16, sec23의 조합 역시 효모에 치명적인 결과를 야기하였다. 이를 통해 소포체의 결합과 형성에 있어서 SEC 유전자들이 공조한다는 사실을 밝혀내었다.

### SEC 유전자
SEC 유전자는 단백질 분비에 관여하는 유전자로 secretory gene에서 그 이름이 붙여졌다. 1979년 Saccharomyces cerevisiae의 온도감수성 돌연변이체로부터 sec1, sec2라 불리는 유전자가 가장 먼저 발견되었고, 계속해서 새로운 SEC 유전자가 규명되고 있다. 단백질의 분비는 세포의 성장과 증식에 필수적이기 때문에 지금까지 밝혀진 SEC 유전자의 대부분이 필수유전자로 확인되었다. 효모의 분비과정에 관여하는 SEC 유전자만도 50개 이상이며 과정의 각 단계에 관여하는 SEC 유전자의 구조와 기능이 현재 밝혀지는 중에 있다.

### 온도감수성 돌연변이
온도감수성 돌연변이란 일정한 온도 이상 또는 이하에서 야생균주와는 다른 성질을 나타내는 돌연변이를 말한다. 각각 고온과 저온에서 야생균주와 다른 성질을 보이는 고온감수성 돌연변이와 저온감수성 돌연변이로 나뉜다. 변이를 일으키는 유전자의 산물인 단백질이 온도에 민감하게 반응하여 돌연변이 균주는 다른 성질을 나타내게 된다.

## 참고
1. Novick P, Schekman R: Secretion and cell-surface growth are blocked in a temperature-sensitive mutant of Saccharomyces cerevisiae. Proc Natl Acad Sci USA 76:1858-1862, 1979
2. Novick P, Field C, Schekman R: Identification of 23 complementation groups required for post-translational events in the yeast secretory pathway. Cell 21:205-215, 1980
3. Novick P, Ferro S, Schekman R: Order of events in the yeast secretory pathway. Cell 25:461-469, 1981
4. Kaiser CA, Schekman R: Distinct sets of SEC genes govern transport vesicle formation and fusion early in the secretory pathway. Cell 61:723-733, 1990